# Askold y Dir
Askold (Haskuldr en nórdico antiguo oriental y Höskuldr en nórdico antiguo occidental) y Dir (Dyri en ambos dialectos del nórdico antiguo) fueron, según la Crónica de Néstor, dos de los hombres de Riúrik que gobernaron Kiev en los años 870. La crónica da a entender que no eran ni parientes entre sí ni de sangre noble. 

## Biografía
La Crónica de Néstor relata que Askold y Dir fueron sancionados por Rurik para ir a Constantinopla (en nórdico antiguo, Miklagard, eslavo Tsargrad). Cuando viajaban por el Dniéper, vieron un asentamiento sobre una montaña y preguntaron a quién pertenecía. Les dijeron que era Kiev y que la habían construido tres hermanos llamados Ki, Shchek y Joriv, quienes eran antepasados de los habitantes, que ahora pagaban tributo a los jázaros. Askold y Dir se asentaron en la ciudad y reunieron un gran número de compañeros varegos y comenzaron a gobernar la ciudad y la tierra de los polianos.
La única fuente extranjera que menciona a uno de los co-gobernantes es el historiador árabe Al-Masudi. Según él, «el rey al-Dir [Dayr] fue el primero entre los reyes de los Saqaliba (es el arábigo por eslavos)». Aunque algunos estudiosos han tratado de probar que «al-Dir» se refiere a un gobernante eslavo y contemporáneo de Dir, esta especulación es cuestionable y al menos es igualmente probable que «al-Dir» y Dir fueran la misma persona. Parece que en antiguo eslavo oriental era originalmente «askold Dir» y no «Askold i Dir» como se dice en la Crónica de Néstor. La palabra askold u oskold deriva del nórdico antiguo óskyldr lo que significa extranjero, así que probablemente hubo un gobernante en Kiev llamado Dir por los eslavos y los varegos lo llamaron algo así como «óskyldr Dyri»—Dir extranjero. Los varegos rusos más tarde olvidaron el significado de óskyldr de manera que Néstor escribió sobre dos gobernantes de Kiev, sobre Askold y Dir.
El ataque de los Rus contra Constantinopla en junio de 860 cogió a los griegos por sorpresa, «como un rayo del cielo» dijo el patriarca Focio en su famosa oración escrita para la ocasión. Aunque las crónicas eslavonas tienden a asociar esta expedición con los nombres de Askold y Dir (y la datan en 866), la conexión sigue siendo tenue. A pesar de la propia afirmación de Focio de que envió a un obispo a la tierra de Rus que se convirtió en cristiana y amiga de Bizancio, la mayor parte de los historiadores descartan la idea de la posterior conversión de Askold como apócrifa.
Cuando Riúrik murió fue sucedido por Oleg, pariente suyo y a cuyo cargo quedó el hijo de Rurik Igor. Oleg atacó y conquistó Kiev alrededor del año 882. Según la Crónica de Néstor, engañó y mató a Askold y Dir usando una estratagema elaborada. Vasili Tatíschev, Borís Rybakov y algunos otros historiadores rusos y ucranianos interpretaron el golpe de Estado de 822 en Kiev como la reacción de los varegos paganos al bautismo de Askold. Tatíschev llegó hasta a calificar a Askold como «el primer mártir ruso».
Una leyenda de Kiev identifica el montículo de enterramiento de Askold con la colina Uhorska, donde Olga de Kiev más tarde construyó dos iglesias, dedicadas a los santos Nicolás e Irene. Hoy este lugar está en la empinada orilla del Dniéper marcado con un monumento llamado la tumba de Askold.

### En ruso
- Guía de viaje a Kiev y Ucrania

### Inglés
- Guía de la tumba de Askold
- Askold en Find-A-Grave

| Predecesor: inseguro | Príncipe de Kiev | Sucesor: Oleg |

- Datos: Q381737
- Multimedia: Askold & Dir / Q381737